# 聖尼可拉斯 (智利)

聖尼可拉斯（西班牙語：San Nicolás），是智利的城鎮，位於該國中部比奧比奧大區的紐布萊省，面積490.5平方公里，海拔高度75米，2012年人口10,631人，人口密度每平方公里22人。
36°30′12″S 72°12′44″W / 36.50333°S 72.21222°W